# Boeing Crew Flight Test

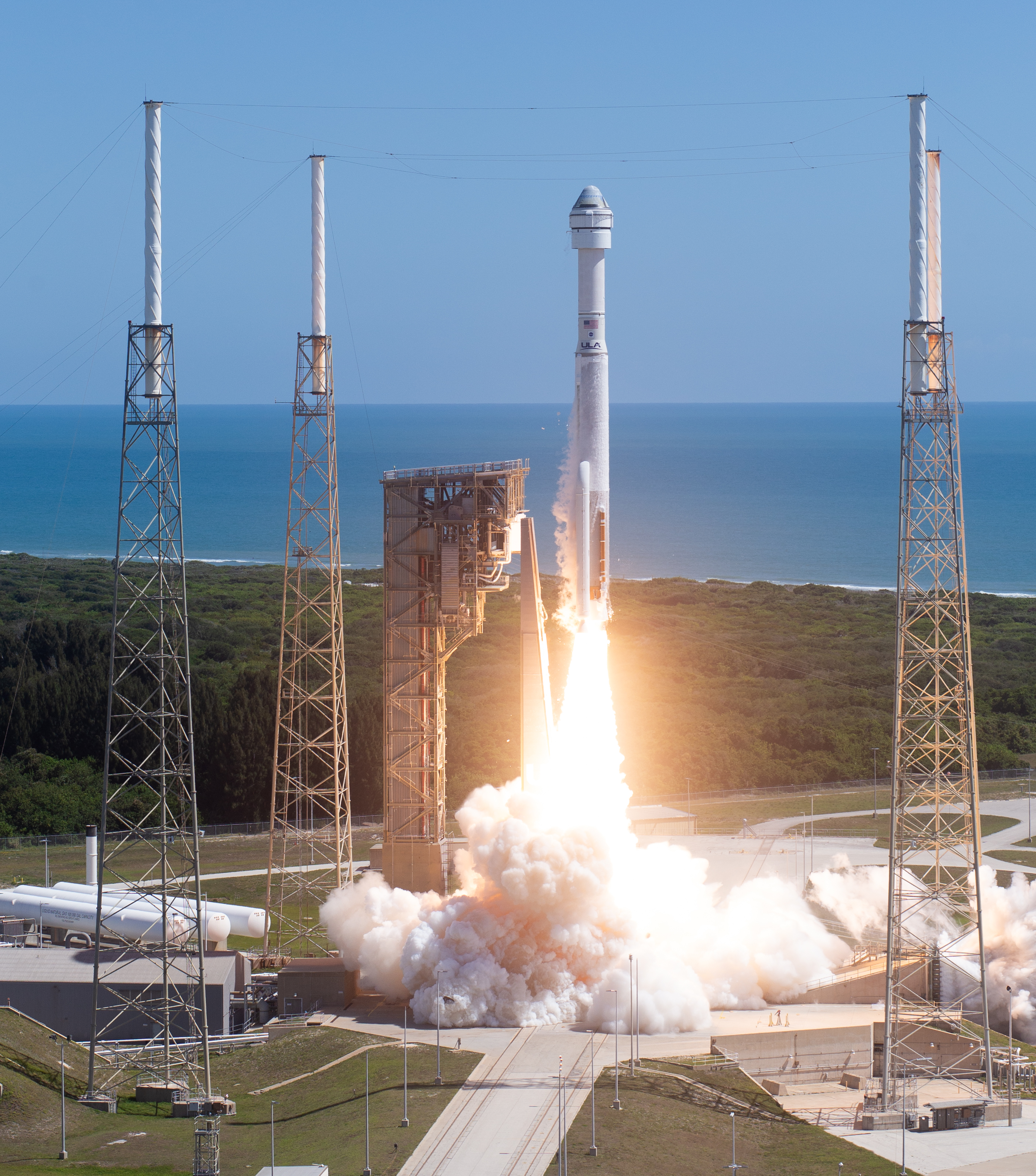
Start mise 5. června 2024

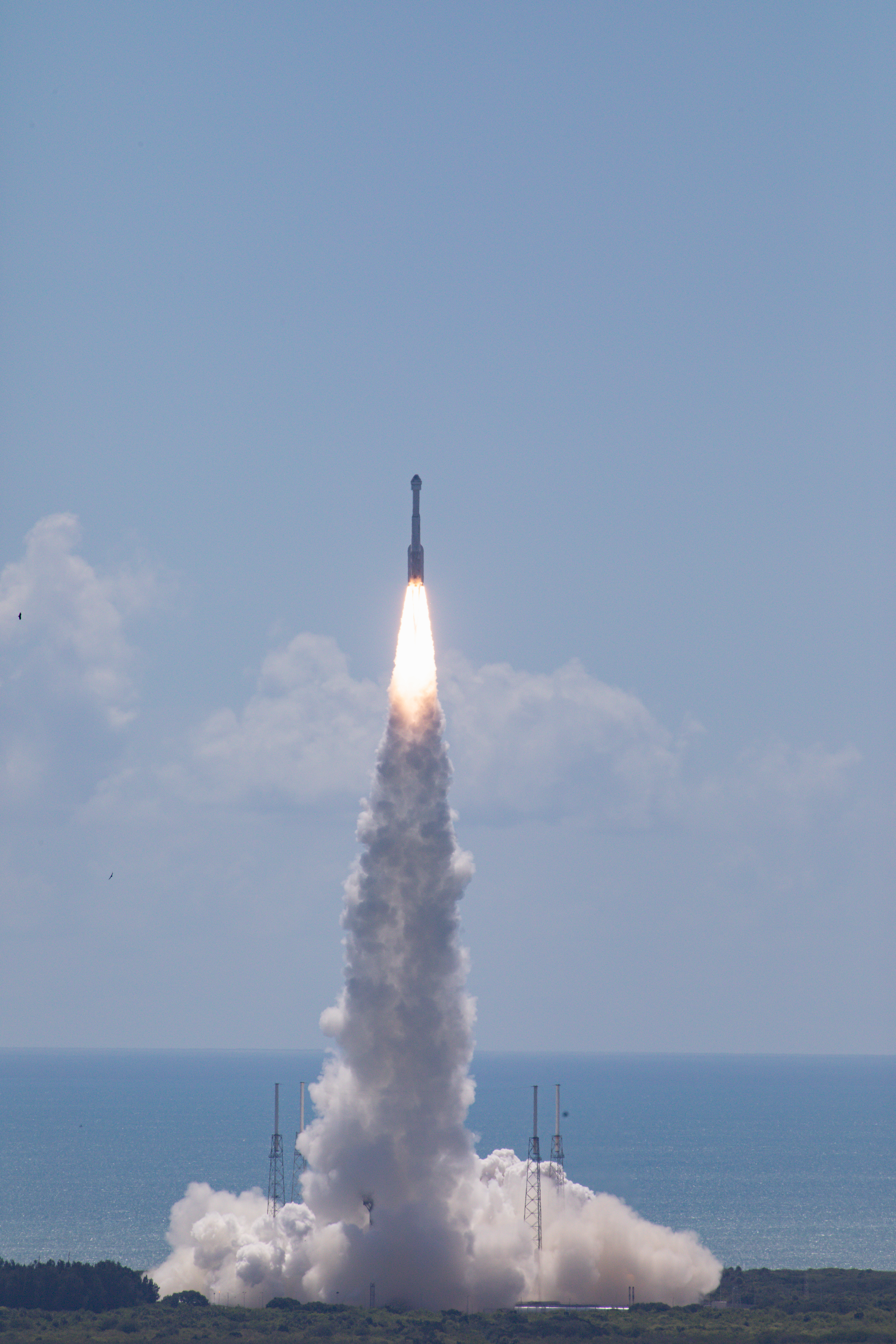

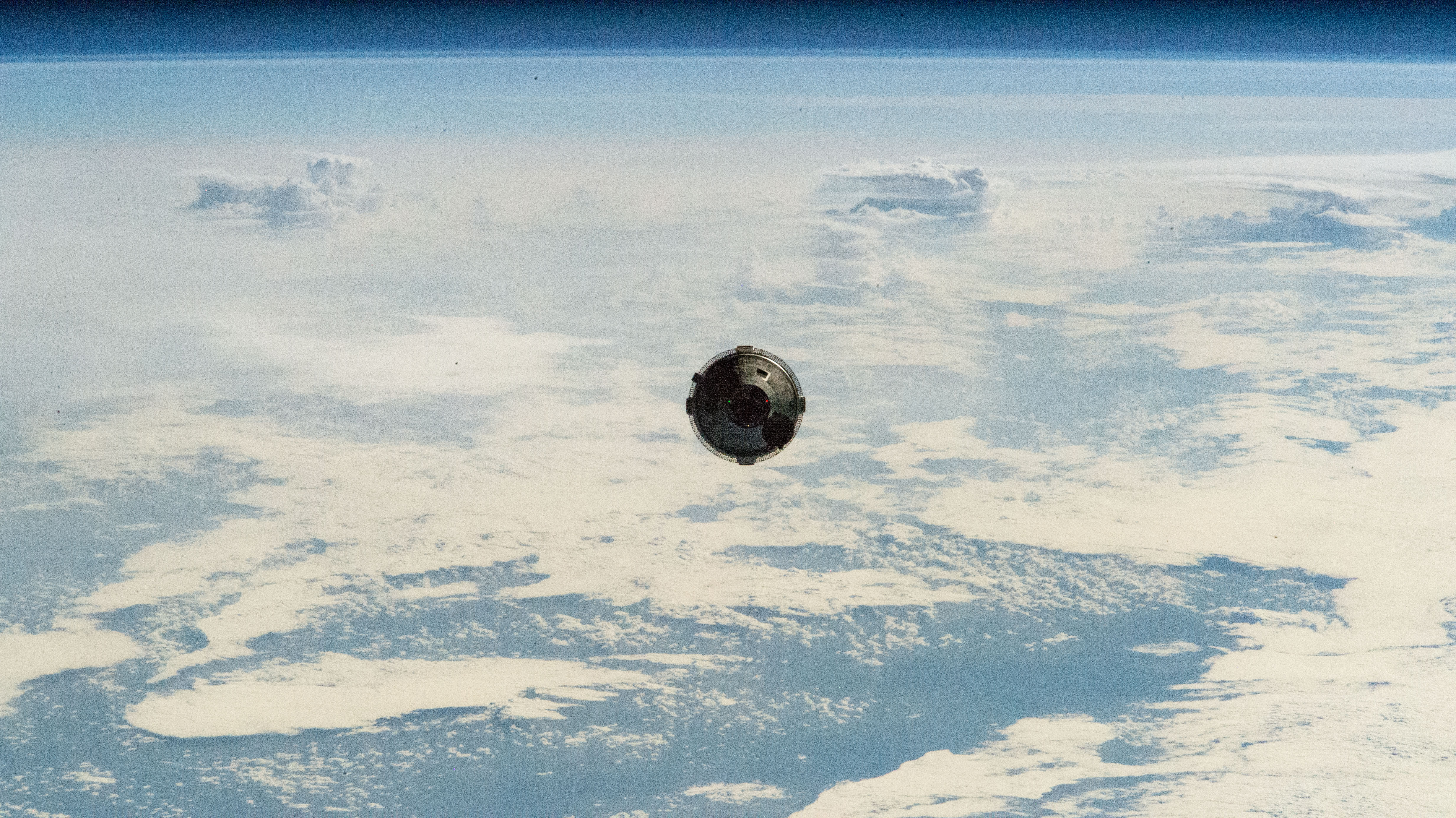
Boeing CFT při příletu k ISS

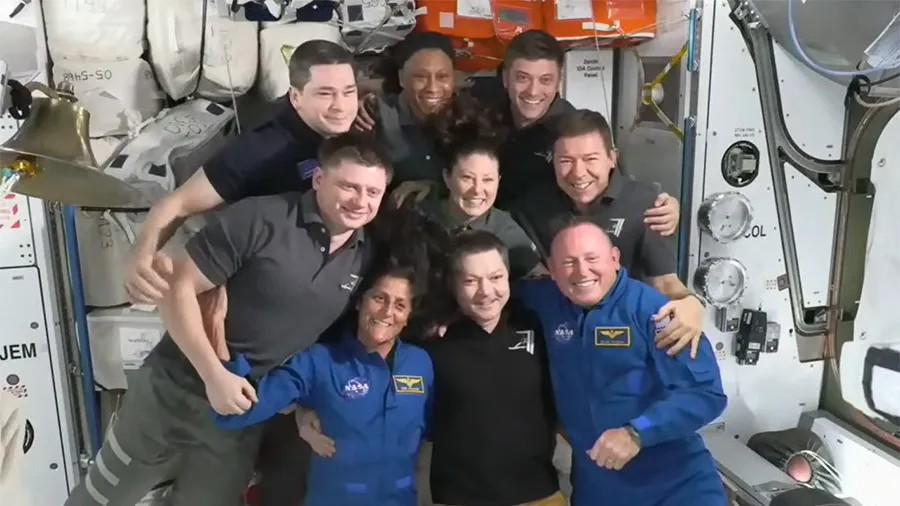
Posádka CFT s kompletní Expedicí 71 (vždy zleva): v horní řadě Čub, Eppsová a Dominick, v prostřední Grebjonkin, Caldwellová Dysonová a Barratt a ve spodní Williamsová, Kononěnko a Wilmore

Boeing Crew Flight Test (zkráceně Boe-CFT) byla první misí kosmické lodi Starliner od společnosti Boeing s posádkou na Mezinárodní vesmírnou stanici a celkově třetí orbitální letovou zkouškou Starlineru po předchozích bezpilotních letových testech OFT a OFT-2. Let se měl původně uskutečnit v roce 2020, ale loď se dvěma astronauty NASA na palubě odstartovala po mnoha odkladech 5. června 2024. Kvůli pokračujícímu testování byl několikrát byl odložen také odlet z ISS a loď nakonec odletěla na Zemi bez posádky a přistála 7. září 2024.

## Posádka
Hlavní posádka (jen při startu):
- Barry Wilmore (3), NASA – velitel
- Sunita Williamsová (3), NASA – pilotka

V závorkách je uveden dosavadní počet letů do vesmíru včetně této mise.
Záložní posádka:
- Michael Fincke, NASA – pilot

Podle původního oznámení ze srpna 2018 měla misi Boe-CFT uskutečnit tříčlenná posádka: velitel Chris Ferguson, pilot Eric Boe a letová specialistka Nicole Mannová. V lednu 2019 se však ze zdravotních důvodů Erica Boea nahradil další zkušený astronaut Michael Fincke a v říjnu 2020 astronaut Barry Wilmore zaujal místo Chrise Fergusona, tentokrát z rodinných důvodů. Wilmorovo místo v záložní posádce obsadil Matthew Dominick. Z původní posádky nakonec odešla i Nicole Mannová, která se měla stát první ženou na palubě americké kosmické lodi při letovém testu, ale v říjnu 2021 byla přeřazena do funkce velitelky mise SpaceX Crew-5 a o rok později se skutečně stala první velitelkou Dragonu. Její místo v posádce Boe-CFT převzala Sunita Williamsová. V červnu 2022 pak NASA oznámila finální složení posádky tvořené Wilmorem a Williamsovou. Z informace o průběhu tréninkové přípravy na let později vyplynulo, že pilotem v záložní posádce je Michael Fincke, později NASA vyjasnila, že Fincke je zálohou pro oba členy hlavní posádky, přičemž Dominick byl stanoven velitelem hlavní posádky mise SpaceX Crew-8 a na stanici odletěl už 4. března 2024.

## Starliner a Atlas V
Loď Starliner pro NASA vyvinula, vyrábí a provozuje americká společnost Boeing jako součást vývojového programu (Commercial Crew Development) a programu letů komerčních lodí s posádkami (Commercial Crew Program). Skládá se z kabiny ve tvaru kužele a válcové servisní sekce. Největší průměr dosahuje 4,56 metru, délka spojených modulů 5,03 metru a startovací hmotnost až 13 tun. Pro až 7 astronautů je v kabině k dispozici 11 krychlových metrů hermetizovaného prostoru, což je více, než nabízela kabina lodi Apollo, ale méně, než poskytuje loď Orion určená pro lety k Měsíci v rámci programu Artemis. Kvůli omezené kapacitě amerického segmentu ISS však bude dopravovat čtyřčlennou posádku a omezené množství zásob.
Loď bude moci zůstat sedm měsíců připojená ke stanici, koncipována je jako znovupoužitelná s životností 10 letů.
Nosičem Starlineru na oběžnou dráhu je 52,4 metru vysoká raketa Atlas V N22 od výrobce United Launch Alliance (ULA) s dvoumotorovým horním stupněm Centaur. Dva motory RL-10 jsou pro lety Starlineru vyžadovány, aby byla zajištěna trajektorie startu umožňující bezpečné přerušení letu v kterémkoli bodě mise.

## Přípravy mise
Let se měl podle původních plánů uskutečnit v roce 2020. Protože však předchozí nepilotovaný let Boeing Orbital Flight Test v prosinci 2019 skončil částečným neúspěchem (loď nedoletěla k ISS), musel Boeing před CFT vyslat loď na náhradní misi bez posádky Boeing Orbital Flight Test 2. Ta se po několika dalších odkladech kvůli technickým problémům uskutečnila v květnu 2022 a loď se k ISS úspěšně připojila na šest dní.
První předběžný odhad termínu startu CFT byl zveřejněn počátkem července 2022 – počítal se startem 8. prosince 2022 a pobytem posádky na stanici mezi 9. a 14 prosincem s tím, že definitivní termín bude schválen po dokončení analýzy dat z předchozího testu OFT-2. Koncem srpna téhož roku však NASA oznámila posun startu nejdříve na únor 2023, protože je potřeba více času k vyřešení několika zjištěných problémů. V listopadu 2022 následoval další odklad na duben 2023 a prodloužení letu zhruba na dva týdny; Na kosmodromu mezitím pokračovaly přípravy lodi včetně instalace předního tepelného štítu a vstupního krytu, kvalifikačního testování letového softwaru a ověřovacího testu kabiny s posádkou. Další změna v březnu 2023 odložila start nejdříve na léto 2023. Šéf programu komerčních posádek NASA k tomu řekl, že certifikační proces Starlineru trval „trochu déle, než jsme očekávali“. Důvodem byly mimo jiné rozšířené testy manuálního řízení a ochrany před přehříváním baterií. A 29. března 2023 NASA upřesnila, že start plánuje na 21. července 2023, a to kvůli jinému provozu na stanici (let nákladní lodi SpaceX CRS-28) a na kosmodromu. V květnu byl navíc v plánu dodatečný pozemní test padákového systému lodi.
Zástupci NASA a Boeingu 25. května 2023 po prověření stavu příprav konstatovali, že již byly uzavřeny všechny případy anomálií z mise OFT-2 a dokončeno 95 % certifikačních kroků pro misi CFT. Týmy pracovaly na zbývajících úkolech a mířily k uzavření lodi a zahájení tankování pohonných látek nádrží v lodi v polovině června 2023. Mimo jiné bylo řečeno, že technici testují, jestli konkrétní druh pásky používané k ochraně některých kabelů Starlineru nepředstavuje riziko hořlavosti, a že také ověřují účinnost některých spojů v padákovém systému Starlineru. A právě tyto dva problémy byly o týden později, 1. června, důvodem odložení plánovaného termínu startu z 21. července 2023 na neurčito – zástupce Boeingu na tiskové konferenci pouze konstatoval, že je stále možné uskutečnit misi CFT v roce 2023. Neuvedl ale žádný konkrétní časový údaj, pouze požádal o několik dní na přípravu nového harmonogramu. Pravděpodobně bude nutné vymontovat a upravit padáky a aspoň v některých případech nanést další vrstvu bezpečného materiálu kolem hořlavé pásky, která se v lodi vyskytuje na stovkách míst.
Na rozuzlení otázky ohledně termínu startu se čekalo více než dva měsíce – až 7. srpna 2023 zástupce Boeingu novinářům oznámil, že technici dosáhli značného pokroku v řešení problémů s padáky a elektroinstalací, ale k plné připravenosti lodi k letu před sebou mají ještě několik měsíců práce. První Starliner s posádkou tak měl podle očekávaní firmy odstartovat nejdříve začátkem března 2024. Přesnější datum mělo být teprve stanoveno během několika týdnů, ve spolupráci s NASA a s ohledem na programu na ISS, v němž březen obvykle bývá obdobím zvýšeného provozu kvůli rotacím posádek obou segmentů stanice. Obdobně bylo nutné harmonogram sladit s plánem ostatních startů společnosti United Launch Alliance, provozovatele rakety Atlas V. Zástupce NASA ovšem také konstatoval, že je příliš brzy na to určit, kdy by po této misi mohla následovat první ze šesti objednaných řádných letů na ISS s posádkou k půlroční misi, které agentura Boeingu – stejně jako SpaceX – přidělila v roce 2014 podle iniciativy Commercial Crew Program. Připustil ale, že pokud by se testovací let skutečně odehrál v březnu nebo dubnu 2024 a neobjevily se při něm nové zásadní potíže, mohl by Starliner certifikaci pro zahájení řádných misí na vesmírné stanice získat do konce roku 2024.
Nový termín byl oznámen po devíti týdnech, 12. října 2023 – se startem CFT se počítá nejdříve v polovině dubna 2024. Současně bylo řečeno, že Boeing odklad využije k dořešení obou problémů, z nichž kritičtější z hlediska očekávaného termínu byl ten s padáky. „Měkké" spoje ve vrchlíku padáků, které se ukázaly být slabší, než se očekávalo, a nevyhovovaly tak faktoru bezpečnosti požadovaného pro lety s posádkou, již byly přepracovány a během léta 2023 je Boeing testoval včetně pádového testu naplánovaného na druhou polovinu listopadu. Kromě toho již technici v horní části kosmické lodi odstranili asi 85 % spojovací pásky původně použité na kabelových svazcích, protože je v některých prostředích hořlavá. V dolní části, kde by bylo obtížné pásku odstranit nebo by to mohlo způsobit poškození, se Boeing rozhodl pásku ponechat, ale zabezpečit ji ochrannými bariérami a nátěry, nebo ji obalit jinou páskou, která hořlavost sníží.
V polovině listopadu 2023 vyšlo najevo, že NASA start mise plánuje na 14. dubna 2024, protože certifikace se blíží k závěru a Boeing z lodi odstranil celkem 1 300 metrů hořlavé spojovací pásky. V polovině února 2024 také úspěšně provedl test upraveného padákového systému. O několik dní později NASA oznámila, že se start uskuteční nejdříve 22. dubna 2024 v 09:24 UTC. V polovině března 2024 Boeing zahájil čerpání pohonných látek do nádrží lodi, i když zástupci společnosti připustili, že je ještě v běhu několik položek z procesu certifikace lodi. Loď pak 16. dubna 2024 speciální valník převezl z montážní haly Boeingu do zařízení společnosti ULA k integraci s raketou Atlas V. Tam loď také 24. a 25. dubna úspěšně absolvovala hodnocení letové připravenosti (flight readiness review, FRR).
S ohledem na posuny v programu letů k ISS a od ní pak NASA počátkem března 2024 odložila termín asi o dva týdny na začátek května 2024, což o měsíc později upřesnila na „nejdříve” 6. května 2024. To kvůli večernímu čas na Floridě znamenalo 7. května v 02:34 UTC s připojením ke stanici o den později v 04:46 UTC. Záložní termíny byly stanoveny na 8., 11. a 12. května podle UTC (nebo 7., 10. a 11. května podle amerického východního času v místě startu).
Manažer NASA pro Commercial Crew Program Steve Stich na jedné z posledních prezentací před startem konstatoval, že Boeing zajistil lepší hodnoty pravděpodobnosti ztráty lodi a posádky, než NASA požadovala – místo 1/270 ohledně posádky dosáhl 1/295 a místo 1/50 v případě lodi dosáhl 1/55.
Tři dny před plánovaným startem zástupci zúčastněných stran informovali, že při přípravě mise neřeší žádné technické problémy. A v týž den byla nosná raketa s lodí dopravena ve vzpřímené pozici z montážní haly společnosti ULA na rampu SLC-41 k posledním předstartovním přípravám.

## Náklad
Kromě obou astronautů bylo do kabiny umístěno celkem 344 kg nákladu, který se vedle osobních věcí posádky a dalšího materiálu a vybavení pro stanici skládal také z tematických nášivek tvořených znakem mise a pamětních mincí vydaných jak NASA, tak společností Boeing. Zhruba stejné množství nákladu poveze Starliner také zpět na Zemi.

## Průběh letu

### Plánovaný průběh letu
Pro let byl použit třetí vyrobený kus Starlineru, který už podnikl první, jen částečně úspěšnou testovací misi Boeing Orbital Flight Test. Loď byla pojmenována Calypso na počest podmořského výzkumníka Jacquese Cousteaua, jenž stejně pojmenoval svou oceánografickou plující laboratoř.
Plán letu obsahoval:
- start Starlineru Calypso na špičce rakety Atlas V společnosti United Launch Alliance z rampy SLC-41 na kosmodromu Cape Canaveral Space Force Station na Floridě;
- dohoření dvou postranní motorů na tuhá paliva zhruba 90 sekund od vzletu a jejich odpojení od prvního stupně o dalších 50 sekund později;[48]
- ukončení činnosti prvního stupně asi 4 a půl minuty po startu a jeho oddělení od zbytku sestavy
- na dalších 7 a půl minuty spuštění druhého stupně Centaur a dokončení úkolu donést loď na oběžnou dráhu;
- provedení dvou zážehů motorů lodi Calypso v časech 31 a asi 75 minut po zahájení letu;[49]
- po jednom dni mise připojení lodi ke stanici prostřednictvím předního portu na modulu Harmony (Harmony forward).

Spojení se stanicí mělo podle původních plánů trvat zhruba týden, kvůli dvojímu odkladu a konfliktu s dalším programem na ISS však nakonec očekávaná doba pobytu zkrátila na tři dny. Loď se po nich měla od stanice odpojit a po zhruba šestiapůlhodinové trajektorii se vrátit na Zemi s přistáním na třech padácích a s pomocí nafukovacích brzdících "airbagů". Pro místo přistání existovalo celkem 5 připravených lokalit včetně přistávací zóny White Sands Space Harbor, západně od města Alamogordo ve státě Nové Mexiko, v níž přistály předchozí testovací mise bez posádky Boeing Orbital Flight Test a Boeing Orbital Flight Test 2. Výběr z nich měl být provede podle počasí v jednotlivých lokalitách a dalších podmínek mise.
Posádka měla v plánu během letu provést komplexní testování všech složek provozu lodi počínaje výkonem komunikačního vybavení, avioniky a systémů podpory života kosmické lodi, přes sladění se systémy stanice až po prověření ručního ovládání a orientace kosmické lodi pro případ selhání automatizovaných systémů.

### Nezdařený startovní pokus a oprava 2. stupně
Po normálním průběhu startovací sekvence pro naplánovaný vzlet 7. května 2024 v 02:34:14 UTC letový ředitel v čase T minus 2 hodiny start z předběžné opatrnosti přerušil kvůli neočekávaným informacím ze samoregulačního pojistného ventilu s kapalným kyslíkem na horním stupni Centaur. Tým ULA požádal o více času na dokončení úplného hodnocení situace, proto nebyl akceptován první záložní termín o den později a start byl nasměrován na 11. května 2024 (10. května floridského času). Prezident společnosti ULA Tory Bruno následně informoval, že pokud by bylo potřeba ventil vyměnit, musela by být celá sestava odvezena do montážní budovy, ale nebylo by nutné ze sestavy demontovat Starliner. Manažer NASA pro program komerčních letů s posádkami Steve Stich doplnil, že případné další záložní termíny jsou 14. a 15. května (floridského času).
Společnost ULA ovšem ještě později téhož dne oznámila, že se po prověření dostupných dat rozhodla ventil regulace tlaku na nádrži na kapalný kyslík na horním stupni Centaur vyměnit s tím, že v danou chvíli je platným termínem startu nejdříve 17. květen 2024 v 22:16 UTC. A 8. května ULA skutečně raketu s lodí převezla do montážní budovy. K výměně ventilu došlo 11. května a po natlakování a pročištění systému tým nový ventil úspěšně otestoval.

### Opakované odklady kvůli malému úniku helia
Současně ale tým pro Starliner začal řešil drobný únik helia zjištěný v servisním modulu kosmické lodi na přívodu k jedné z trysek řídicího systému lodi, což si pro provedení všech testů vyžádalo odklad plánovaného startu na 21. května ve 20:43 UTC s příletem k ISS 22. května ve 21:53 UTC.
Už 17. května však NASA oznámila další odklad startu o 4 dny, na 25. května v 19:09 UTC, s připojením k ISS 26. května 2024 ve 20:12 UTC Podle zdůvodnění týmy Boeingu potřebují další čas na přezkoumání dat a postupů před konečným rozhodnutím o zahájení odpočítávání letu. Odpojení od stanice bylo naplánováno na 30. května 2024 v 13:48 UTC. Ale večer 21. května se objevily spekulace potvrzené později večer stanoviskem NASA, Boeingu a ULA zaslaným novinářům, že start se ze stejné příčiny znovu odkládá, tentokrát bez určení plánovaného termínu. Už o den později však NASA oznámila, že týmy nově míří na start 1. června 2024 v 16:25 UTC s připojením ke stanici 2. června v 17:50 UTC a přistáním 10. června. Záložními termíny startu jsou 2., 5. a 6. červen 2024. Zástupci Boeingu 22. května 2024 na setkání s novináři upřesnili, že únik helia byl způsoben vadným těsněním v přírubě jedné z 28 řídicích trysek a sám o sobě byl ojedinělým problémem, protože u žádné z ostatních trysek se rozsáhlých testech známky úniku helia neprojevily. NASA a Boeing dospěly k závěru, že Starliner může na misi odletět i bez opravy této závady, protože další odklad by způsobily problémy s některými díly rakety Atlas, jejichž životnosti končila v červnu a červenci. Starliner by mohl bezpečně letět i se čtyřmi podobnými malými úniky helia.

### Druhý startovní pokus
Sestava Starlineru a rakety Altas V byla z montážní budovy zpět na startovní rampu 41 vyvezena 30. května 2024. Během předstartovní přípravy ke stanovenému termínu 1. června 2024 v 16:25:40 UTC se objevily jen dva drobné problémy. První se týkal ventilů v pozemní startovací infrastruktuře, které ovládají tok kapalného kyslíku a kapalného vodíku do horního stupně Centaur při doplňování jeho nádrží. Technici dospěli k závěru, že neočekávané uzavření ventilů způsobila vadná čidla a problém vyřešili přepnutím na záložní sadu čidel. Druhý problém vznikl kvůli krátkému přepětí při přepojení napájení lodi z pozemního rozvodu na její interní zdroj. V tu chvíli se oběma astronautům ve skafandrech napájených z lodi vypnul ventilátor. V tomto případě byl řešením závady reset.
Když odpočet dospěl do času T minus 4:00 (4 minuty před vypuštěním), byl plánovitě na 4 hodiny pozastaven a poté obnoven v 16:21:40 UT, tedy právě 4 minuty před plánovaným startem. O pouhých 10 vteřin později v 03:50 se ale odpočet znovu zastavil. To bylo později zdůvodněno chybou v pozemním vypouštěcím sekvenátoru (GLS), počítačovém systému, který řídí poslední fáze odpočítávání. Společnost ULA, která vypouštěcí zařízení spolu s raketou Atlas V provozuje, ústy svého generálního ředitele Toryho Bruna informovala, že jeden ze tří počítačů GLS pracoval zpomaleně a po znovuspuštění odpočtu se nedostal do správného provozního stavu požadovaného pro pokračování startu, a proto se proces zastavil. NASA sice následně oznámila, že příští startovní příležitost je 2. června 2024 v 16:03 UTC, ale už o několik hodin později společně s ULA a Boeingem informovala, že nevyužijí termín 2. června, aby startovní týmy měly více času na posouzení problému s pozemním podpůrným vybavením na startovací rampě i znovuprověření problému s ventily. Dalšími dostupnými příležitostmi ke startu proto byly středa 5. června 2024 v 14:52 UTC nebo čtvrtek 6. června v 14:29 UTC. V prvním případě se počítalo s připojením k ISS o den později v 16:13 UTC, přistání bylo naplánováno na 14. června 2024.
Tory Bruno 2. června ráno oznámil, že ULA už dokončila opravu napájení jednoho z počítačů GLS a dokončuje testování.

### Úspěšný start a problémy s přiblížením k ISS
Starliner Calypso odstartoval na vrchu rakety Atlas V – při 100. startu této verze – v plánovaném čase 14:52:15 UTC. Oba urychlovače, stejně jako první i druhý stupeň nosné rakety pracovaly bez problémů, a tak byl Starliner asi 12 minut po startu na základní oběžné dráze a mohl se vydat na trajektorii vedoucí k ISS. Posádka během dalšího letu úspěšně otestovala manuální pilotáž Starlineru. Současně ale letoví dispečeři v Houstonu zjistili další dva problémy s únikem helia, coby pomocného plynu v pohonném systému kosmické lodi, podobné jako únik zjištěný před startem. Situaci vyřešili uzavřením ventilů heliového potrubí a jejich pozdějším otevřením jen pro účely ovládání lodi při přiblížení ke stanici.
Kosmická loď se ke stanici připojila 6. června 2024 v 17:34 UTC, zhruba o 1,5 hodiny později než bylo plánováno. Důvodem posunu byla nutnost vyřešit nefunkčnost pěti z 28 manévrovacích trysek, která se projevila při automatickém přibližování. Není přitom jasné, nakolik souvisela s problémem s úniky helia zjištěnými před startem a během letu k ISS. Po připojení lodi k ISS se objevil ještě čtvrtý, menší únik helia.
Po nezbytných testech a otevření poklopů na obou stranách posádka Starlineru vstoupila na stanici v 19:45 UTC. V tu chvíli letový plán počítal s osmidenním pobytem Starlineru na ISS, se odpojením 14. června 2024 v 06:45 UTC a s přistáním v přistávací oblasti White Sands Space Harbor zhruba o pět hodin později.

### Týdny testování pohonného systému
Už 9. června ale padlo rozhodnutí, že se pobyt Starlineru na stanici prodlouží o 4 dny, aby se zvětšil rozestup činností po výstupu do volného vesmíru naplánovaném na 13. června. Wilmore s Williamsovou tak z ISS měli odletět 18. června 2024. Ze sdělení NASA 10. června 2024 navíc vyplynulo, že se v rozvodu helia v servisním modulu lodi Calypso po spojení s ISS objevil další, již pátý únik, menší než čtyři objevené dříve. Boeing i NASA prohlásily, že Starliner má dostatek helia na asi 70 hodin letového provozu, zatímco návrat na Zemi po oddělení od stanice bude trvat pouhých 7 hodin.
Odlet ze stanice byl později znovu odložen, a to na 22. června, podle oficiálního vysvětlení kvůli získání času k provedení opakovaných a doplňkových testů pro lepší porozumění chování lodi během připojení k ISS. Calypso se měl od stanice odpojit v 03:42 UTC a přistát v 10:26 v jedné z připravených přistávacích lokalit na západě USA. Místo toho však NASA už 18. června oznámila další odklad – posádka se s lodí odpojí od stanice nejdříve 26. června 2024 v 02:10 UTC a přistane v přistávací zóně White Sands Space Harbor téhož dne kolem 8:51 UTC. „Chceme dát našim týmům trochu více času, aby se podívaly na data, provedli analýzy a ujistili se, že jsme skutečně připraveni vrátit se domů,” řekl na setkání s novináři manažer programu komerčních posádek NASA Steve Stich. Uvedl také, že testovací zážeh pohonného systému 15. června 2024 přinesl zjištění, že úniky helia klesly a že se čtyřmi z pěti trysek, které selhaly při přibližování Starlineru k ISS, je možné pro zbytek letu počítat. A viceprezident Boeingu Mark Nappi informoval, že loď už splnila 77 z 87 cílů letových testů stanovených před startem, přičemž zbytek je spojen s odpojením a přistáním.
Při následujícím odkladu odletu, který NASA s Boeingem oznámily 21. června 2024, již dokonce ani nebyl stanoven předpokládaný termín „nejdříve", protože se hledají vhodné možnosti po obou výstupech z ISS plánovaných na 24. června a 2. července, aby příprava na ně a aktivity po nich nekolidovaly z přípravou odletu Starlineru. Zástupci obou partnerů konstatovali, že tak chtějí plně využít času, který mají k dispozici, když na stanici je dostatek zásob pro rozšířenou devítičlennou posádku a zhruba do poloviny srpna nejsou v programu ISS naplánovány žádné další pohyby kosmických lodí. Upozornili současně, že zájem na získání maximálního objemu dat o problémech s heliem se týká servisního modulu, který se na rozdíl od kabiny nevrací na Zemi a není tedy možné ho detailně prozkoumat po přistání. Současně ujistili, že Starliner Calypso je v pořádku a je kdykoli připraven posloužit své posádce jako záchranný prostředek v případě mimořádné události na ISS, a připomněli, že v případě srovnatelného testovacího letu SpaceX Demo-2 trvaly testy lodi na oběžné dráze 2 měsíce.
Neplánovanou součástí testovacího letu se 27. června 2024 kolem 01:00 UTC se stalo preventivní opatření na ochranu všech tří posádek na ISS, které se musely uchýlit do svých kosmických lodí kvůli hrozícímu kontaktu stanice s tříští ze starší ruské družice Resurs-P1. Z ní se nedlouho předtím na oběžné dráze z nejasného důvodu uvolnilo více než 100 kusů vesmírného odpadu, z nichž některé mohly stanici ohrozit a donutit tak posádky od stanice okamžitě odletět a přistát na Zemi. Všechny posádky i lodě – včetně Starlineru – situaci v pořádku zvládly a opatření bylo asi po hodině ukončeno, když rizika pominula.
Další zajímavosti přinesla telekonference s novináři 28. června 2024 – NASA a Boeing informovaly, že během následujících dvou týdnů provedou v Testovacím zařízení White Sands v Novém Mexiku dodatečné zkoušky orientačních trysek v teplotních podmínkách podobných jako při letu, budou je analyzovat a pokusí se určit systémová vylepšení pro budoucí mise. Dosavadní výkon Starlineru na oběžné dráze navíc podle expertů umožňuje prodloužit certifikaci těch komponent, které byly dosud nastaveny na 45denní trvání mise, např. baterií. Steve Stich také prohlásil, že termín plánovaného návratu posádky na Zemi nebude stanoven, dokud veškeré testování a vyhodnocování dat neskončí. Podle zpráv ze setkání zástupců NASA a Boeingu s médii 10. července 2024 se však při pozemních testech trysek systému řízení reakce (RCS) ve White Sands v Novém Mexiku prozatím nepodařilo napodobit provozní podmínky, které způsobily, že se pět trysek vypnulo při přibližování Starlineru Calypso k ISS 6. června 2024. Návrat lodi s posádkou se očekával na konci července. Při obdobném brífinku 17. července 2024 se novináři dozvěděli, že pozemní zátěžové testy motorů ve White Sands byly v předchozím týdnu dokončeny a v současnosti experti vyhodnocují získaná data. Současně vyšlo najevo, že v plánech NASA se počítá s návratem Starlineru v polovině srpna 2024.
Jasno do otázky na termín odletu nevnesla ani ani další tisková konference 25. července. Zástupci NASA a Boeingu informovali, že společný tým pokračuje v hodnocení výkonu pohonného systému kosmické lodi i trysky v testech ve White Sands; první hodnocení přitom ukázalo zhoršený výkon trysky, podobně jako u několika trysek na oběžné dráze. Zástupce Boeingu Steve Stich řekl, že po rozebrání testované trysky experti odhalili nevelkou „vybouleninu” v teflonovém těsnění na rozvodu okysličovadla, což snižuje průtok a možná vysvětluje snížený tah trysky; další práce mají toto zjištění potvrdit. O nadcházejícím víkendu se také uskuteční druhý test všech 27 funkčních trysek RCS na lodi připojené k ISS (první se uskutečnil 15. června). Test ověří, že trysky fungují podle očekávání, a umožní zkontrolovat úniky helia. A v dalším týdnu NASA prověří připravenosti na přistání na úrovni agentury, aby mohla dokončit plán návratu lodi s posádkou Zemi a stanovit datum odpojení Starlineru. Zmíněný test 27 trysek se na oběžné dráze uskutečnil 27. července. Všechny testované trysky fungovaly při maximálních hodnotách tahu a systém rozvodu helia zůstal stabilní. Z informací po testu také vyplynulo, že Wilmore a Williamsová v týdnu od 29. července provedou dvě simulace odpojení od ISS a přistání na Zemi.
Termín návratu nebyl jasný ani po dalším setkání s novináři 7. srpna 2024. A NASA na něm dokonce potvrdila úvahy, které o několik dní dříve zazněly v médiích, totiž že zvažuje možnost poslat na Zemi Starliner bez posádky a Wilmora a Williamsovou připojit k nadcházející Expedici 72. Aby k takovému řešení získala prostor, odložila NASA start mise Crew-9 z 18. srpna na 24. září 2024. Zástupci agentury také konstatovali, že ve vedení instituce a mezi NASA a Boeingem zatím neexistuje shoda ohledně bezpečnosti Starlineru pro návrat posádky a ohledně rizika dalšího selhání řídicích trysek, kvůli němuž by neovladatelný Starliner mohl ohrožovat stanici. Pro finální rozhodnutí mají prostor zhruba do poloviny srpna. Dále vyšlo najevo, že Starliner není kvůli své softwarové konfiguraci schopen odpojení a odletu bez posádky, což vyžaduje úpravy systému.

### Přistání bez posádky
Na setkání s novináři 24. srpna 2024 vedení NASA oznámilo své rozhodnutí – v zájmu zachování maximální bezpečnosti posádky přistane Starliner počátkem září 2024 v automatickém režimu. Jeho posádka zůstane na ISS do jara 2025 a společně se dvěma astronauty, kteří přiletí v lodi SpaceX Crew-9, vytvoří obvyklou čtyřčlennou část nadcházející půlroční expedice, Expedice 72. Kvůli bezpečnosti bude – na dobu mezi odletem Starlineru a příletem mise Crew-9 – překonfigurována již připojená SpaceX Crew-8 tak, aby mohla při případné nouzové situaci posloužit jako záchranný člun pro všech šest astronautů (vlastní čtyřčlennou posádku i Wilmora a Williamsovou).
Agentura v tiskové zprávě vysvětlila, že po rozsáhlém posuzování a testování v předchozím období „nejistota a nedostatek shody odborníků nesplňují bezpečnostní a výkonnostní požadavky agentury pro lety lidí do vesmíru,” což vedlo k rozhodnutí o přesunu obou astronautů na misi Crew-9. Zvolený postup umožňuje NASA a Boeingu pokračovat ve shromažďování testovacích dat na Starlineru během jeho nadcházejícího letu domů, a zároveň neakceptovat větší riziko, než je nutné pro jeho posádku. Oba partneři tak budou pokračovat ve shromažďování dalších údajů o Starlineru během návratu bez posádky a NASA poté zkontroluje všechna data související s misí, aby informovala, jaká další opatření jsou nutná ke splnění jejích certifikačních požadavků. Manažer programu komerčních posádek Steve Stich prohlásil, že cesta k misi Starliner-1 vede přes určení, jak se vyhnout spouštění trysek způsobem, který vyvolal přehřívání a vedl k některým zaznamenaným problémům.
Administrátor NASA Bill Nelson při tiskové konferenci na dotaz novinářů odpověděl, že si je na 100 procent jistý, že Starliner znovu odletí s posádkou k ISS.
Společnost Boeing na rozhodnutí agentury reagovala pouze stručně na sociálních sítích. Podle něj se soustředí především na bezpečnost posádky a lodi a dokončí misi podle rozhodnutí NASA. „Připravujeme loď na bezpečný a úspěšný návrat bez posádky.”
NASA 27. srpna 2024 uvedla v aktualizaci svého operativního harmonogramu akcí na ISS, že k odpojení Starlineru od ISS dojde 6. září 2024 ve 22:04 UTC. Později NASA upřesnila i plánovaný termín přistání 7. září 2024 v 04:03 ve White Sands Space Harbor. Odpojení se uskutečnilo ve stanoveném čase, přistání pak oproti plánu zhruba o minutu dříve, v 04:01:35 UTC. Loď při návratu fungovala bez problémů, pouze na tryskách orientačního systému se projevila zvýšená teplota.

### Hodnocení mise
Manažer programu komerčních posádek NASA Steve Stich na tiskové konferenci po přistání uvedl, že Wilmore a Williamsová by byli v pořádku, kdyby byli na palubě Calypsa, ale dodal, že s údaji, které měla NASA před přistáním po ruce, se vedení agentury rozhodlo správně. Vyšlo také najevo, že na palubě při přistání byly skafandry, v nichž astronauti na ISS přiletěli, protože je pro jejich návrat v Crew Dragonu nelze použít. „Obleky Starliner by v Dragonu nefungovaly a naopak." NASA a Boeing v nejbližší době čeká nastínění celkového plánu na další období, na což dosud při řešení situace Starlineru na oběžné dráze nebyl čas. Není ale jasné, jak dlouho to potrvá a jestli bude NASA vyžadovat druhý zkušební let s posádkou, než Starliner zařadí na standardní půlroční misi k ISS.
Wilmore 13. září 2024 při on-line tiskové konferenci z paluby ISS uvedl, že rozhodnutí (o odletu prázdného Starlineru) bylo přijato pod časovým tlakem dalšího programu na ISS. „Časová osa dospěla do bodu, kdy jsme se museli rozhodnout: vrátí se Starliner s námi, nebo bez nás? A my jsme prostě neměli dost času na to, abychom se dostali na konec cesty do bodu, kde bychom mohli říct, že se vrátíme s ním. Myslím, že bychom se tam dostali, ale prostě nám došel čas," řekl doslova.